# Hypocaccus akanensis
Hypocaccus akanensis är en skalbaggsart som beskrevs av Ôhara 1994. Hypocaccus akanensis ingår i släktet Hypocaccus och familjen stumpbaggar. Inga underarter finns listade i Catalogue of Life.